# Wirobrajan (plaats)
Wirobrajan is een bestuurslaag in het regentschap Jogjakarta van de provincie Jogjakarta, Indonesië. Wirobrajan telt 9247 inwoners (volkstelling 2010).